# Acacia mbuluensis
Acacia mbuluensis é uma espécie de leguminosa do gênero Acacia, pertencente à família Fabaceae.